# Акимова, Ирина Михайловна
Ири́на Миха́йловна Аки́мова (укр. Iрина Михайлівна Акімова; род. 26 апреля 1960, Харьков) — украинский политик и государственный деятель. Народный депутат Украины VI созыва от Партии регионов. В 2010—2013 годах — первый заместитель главы администрации Президента Украины, в начале 2014 года — советник и представитель Президента Украины в Кабинете министров Украины.

## Биография
Ирина Акимова родилась 26 апреля 1960 года в Харькове. В 1982 году окончила экономический факультет Харьковского государственного университета.

### Трудовая и научная деятельность
В середине 1980-х защитила кандидатскую диссертацию. Работала директором Института экономических исследований и политических консультаций в Киеве, старшим научным сотрудником Центра экономических исследований Варшавского университета, научным сотрудником экономического департамента Магдебургского университета, директором аналитического центра ООО «Блакитна стрічка». Доцент кафедры менеджмента Национального технического университета «Харьковский политехнический институт». На момент парламентских выборов-2007 занимала пост генерального директора аналитического центра «Бюро экономических и социальных технологий» (Киев).
Кандидат экономических наук. Стипендиат Фонда Александра фон Гумбольдта, Фольксваген-фонда (нем. Volkswagenstiftung), DAAD, ACCEL.

### Политическая карьера
Член Партии регионов с октября 2007 года. С ноября 2007 года Ирина Акимова народный депутат Украины VI созыва от Партии регионов (прошла в парламент под № 63 избирательного списка). Заместитель главы Комитета Верховной Рады по вопросам экономической политики. Занимала пост министра экономики в теневом, оппозиционном, правительстве Виктора Януковича. Является частым гостем политических ток-шоу и публичной фигурой в Партии регионов.
25 февраля 2010 года назначена первым заместителем главы Администрации Президента Украины.
16 марта 2010 года назначена Представителем Президента Украины в Кабинете Министров Украины.
24 января 2014 года уволена с поста первого заместителя главы Администрации Президента Украины и назначена советником президента Украины, а также представителем президента Украины в Кабинете министров Украины.

## Награды и звания
- Государственный служащий II ранга (июнь 2010)[8]
- Государственный служащий I ранга (июль 2012)